# Двинский переулок (Санкт-Петербург)
Дви́нский переулок — переулок в Василеостровском районе Санкт-Петербурга. Проходит от Тучкова переулка до Кадетской линии.

## История
В 1828—1859 годы входил в состав Загибенина переулка. Современное название Двинский переулок дано 14 июля 1859 года по реке Северная Двина, в ряду улиц Васильевской части, наименованных по рекам России.

## Достопримечательности
- Детский сад «Колокольчик» (дом 2)